# Arthur Karlsson
Arthur Karlsson (Ekeby, 23 giugno 1914 – Osby, 30 agosto 1977) è stato un calciatore svedese, di ruolo centrocampista.